# La Sillada
La Sillada (auch La Sillara) ist eine Ortschaft im Departamento Chuquisaca im südamerikanischen Andenstaat Bolivien. 

## Lage
La Sillada ist zweitgrößte Ortschaft im Kanton Mariscal Braun im Municipio Tarvita in der Provinz Azurduy. Die Ortschaft liegt auf einer Höhe von 3000 m auf einer Hochfläche zwischen dem Río Sillara und dem Río Saucuyoj, die beide in westlicher Richtung zum Río San José fließen, einem Nebenfluss des Río Pilcomayo.

## Geographie
La Sillada liegt zwischen dem Altiplano und dem bolivianischen Tiefland im südlichen Teil des Höhenzuges der bolivianischen Cordillera Central. Das Klima ist ein kühl-gemäßigtes Höhenklima mit typischem Tageszeitenklima, bei dem die Temperaturunterschiede im Tagesverlauf stärker schwanken als im Jahresverlauf.
Die Jahresdurchschnittstemperatur in Tarabuco liegt bei etwa 9 °C (siehe Klimadiagramm Tarabuco), die Monatsdurchschnittswerte schwanken zwischen 6 °C im Juli und 11 °C im November. Der Jahresniederschlag beträgt 600 mm und weist vier aride Monate von Mai bis August mit Monatswerten unter 10 mm auf, und eine deutliche Feuchtezeit von Dezember bis Februar mit Monatsniederschlägen zwischen 100 und 125 mm.

## Verkehrsnetz
La Sillada liegt in einer Entfernung von 198 Straßenkilometern südöstlich von Sucre, der Hauptstadt Boliviens und des Departamentos.
Von Sucre aus führt nach Osten die 976 Kilometer lange Nationalstraße Ruta 6, die Sucre mit dem bolivianischen Tiefland und der dortigen Millionenstadt Santa Cruz verbindet, und erreicht die Stadt Tarabuco nach 67 Kilometern. Von Tarabuco aus führt dann eine Höhenstraße nach Süden bis zu der Ortschaft Icla und weiter über Chahuarani, Jatun Mayu und Pampas de Leque weiter nach Capactala und Tarvita. Achtzehn Kilometer südlich von Pampas de Leque zweigt eine Nebenstraße in nordwestlicher Richtung ab und erreicht nach weiteren neun Kilometern La Sillada.

## Bevölkerung
Die Einwohnerzahl der Ortschaft ist im vergangenen Jahrzehnt zurückgegangen:
| Jahr | Einwohner         | Quelle       |
| ---- | ----------------- | ------------ |
| 1992 | keine Detaildaten | Volkszählung |
| 2001 | 631               | Volkszählung |
| 2012 | 574               | Volkszählung |
| 2024 |                   | Volkszählung |